# Тетерина-Блохин Дарина Дмитрівна
Дарина Дмитрівна Тетерина-Блохин (нім. Dariana Blochyn; нар. 1946) — доктор філософії, кандидат педагогічних наук, професор, член-кореспондент УВАН. Почесний Академік АН ВШ України з 2009 р., лауреат Шевченківської премії-2015, президент «Німецько-Українського наукового Об'єднання імені Ю. Бойка-Блохина» (НУНО), голова Фонду імені Ю. Бойка-Блохина та Родинного архіву-музею при Університеті Григорія Сковороди в Переяславі, меценат Надвірнянського будинку дитини.

## Біографія
Народилася в місті Товсте Заліщицького району Тернопільської обл., закінчила Кременецький державний педагогічний інститут за спеціальністю біологія, хімія та основи сільськогосподарського виробництва. Працювала асистентом на кафедрі органічної хімії Тернопільського державного університету, вчилася в аспірантурі та захистила дисертацію на ступінь кандидата педагогічних наук в Харкові, працювала в Калуському хіміко-технологічному технікумі (коледж), як викладач і зав. обласного методкабінету, в Івано-Франківському педінституті.
З 1995 по 1998 р. навчалася в докторантурі УВУ (Мюнхен), захистила дисертацію на ступінь доктора філософії в ділянці педагогіки. Громадянка Німеччини. Засновник і секретар товариства «Україна» (1996-2004).
Друкуватися почала з 1986 р. Пише і перекладає українською, російською, польською, англійською, німецькою.

## Наукова діяльність
Автор монографій «Життєвий і творчий шлях Ю. Бойка-Блохина» (Мюнхен, 1998), «Короткі штрихи до історії ОУН» (Мюнхен, 1999), «Ідеал провідника» (Мюнхен, 2000), «Григорій Сковорода — український філософ, письменник, педагог» (К., 2001), «Організація українських письменників „Слово“ на еміграції в Європі» (К., 2005), «Епістолярна спадщина Ю. Бойка-Блохина» (К., 2007), «Діяльність Юрія Бойка-Блохина в німецькому світі» (Переяслав-Хмельницький, 2009) тощо, а також понад 600 наукових і публіцистичних статей, монографій про творчість Григорія Сковороди, Тараса Шевченка, Івана Франка, Михайла Коцюбинського, Лесі Українки, митців XX-XXI; ст., 3 Томи "Епістолярної спадщини ", ОУП «Слово», Німецько-українські династичні, економічні, культурні, наукові зв'язки", «Епістолярна спадщина Ю. Бойка-Блохина» в 3-х томах (Т.1 — нім.мова; Т.2-3 — укр. мова), видала і редактор 9 Наукових Збірників Міжнародних конференцій "Нім.-укр. наукового Об'єднання", «Книгу-пам'яті: Українці — жертви німецького нацизму» тощо.
Має широкі науково-освітні міжнародні творчі зв'язки, веде активну громадську діяльність. Очолює асоціацію «Українсько-Німецької співдружності». Активно працює на ниві презентації України, української науки, освіти, культури в Європі та США, Австралії Польщі, Чехії, Росії та Канаді.
Заснувала Фонд і Архів-Музей Родини Дарії і Юрія Блохин (з 2007 р.) при Університеті Григорія Сковороди в Переяславі, заснувала «Німецько-українське наукове Об'єднання ім. Ю. Бойка Блохина» з осідком у Мюнхені, є меценатом Надвірнянського дитячого будинку дитини
Нагороджена рядом вітчизняних та зарубіжних нагород: медалями «Ветеран Праці», «Відмінник народної освіти», орденом «За заслуги», Медаллю імені Григорія Сковороди, Медаллю Михайла Сікорського, рядом численних грамот та подяк, академік АН ВШУ з 2009 року, Лауреат Шевченківської Премії ім. Т. Шевченка Всеукраїнського Фонду Красицької 2015 року та ін.

## Родина
Чоловік Юрій Бойко-Блохін (1909-2002). Пара одружилася ? року.